# Европейский банк реконструкции и развития
Европе́йский банк реконстру́кции и разви́тия (ЕБРР, англ. European Bank for Reconstruction and Development, EBRD) — инвестиционный механизм, созданный в 1991 году 40 странами и двумя международными организациями для поддержки рыночной экономики и демократии в 34 странах — от Центральной Европы до Центральной Азии. Как международная организация, ЕБРР пользуется рядом привилегий, таких как юридическая неприкосновенность сотрудников.
Как и МБРР, ЕБРР привлекает средства за счёт эмиссии облигаций. Особенностью операций ЕБРР является широкое привлечение средств в национальных валютах стран Восточной Европы, включая российский рубль.

## История
Организация возникла в 1991 году — в период, когда в государствах Центральной и Восточной Европы менялся социалистический политический строй и страны бывшего Восточного блока нуждались в поддержке для создания нового частного сектора в условиях перехода к рыночной экономике.
ЕБРР является крупнейшим инвестором в регионе, и помимо выделения своих средств привлекает значительные объёмы прямых иностранных инвестиций. Однако, хотя его акционерами и являются представители государства, ЕБРР вкладывает капитал главным образом в частные предприятия, как правило, совместно со своими коммерческими партнёрами. Он осуществляет проектное финансирование банков, предприятий и компаний, вкладывая средства как в новые производства, так и в действующие фирмы. Он также работает с государственными компаниями в целях поддержки процессов приватизации и структурной реорганизации в них, а также совершенствования коммунального хозяйства. ЕБРР использует установившиеся у него тесные связи с правительствами стран региона в целях реализации курса на создание благоприятных условий для предпринимательской деятельности.
2015 год стал первым, когда ЕБРР перестал запускать новые инвестиционные проекты в России.
В октябре 2017 года было объявлено, что в 2018 году будут закрыты все российские региональные отделения ЕБРР, за исключением офисов в Москве и Санкт-Петербурге. Общий портфель инвестиций в РФ на тот момент составлял 3,5 млрд долларов.
К июлю 2018 года в России осталось единственное отделение ЕБРР — в Москве. Портфель инвестиций снизился до 2 млрд долларов, планируется его дальнейшее уменьшение.
28 марта 2022 года Банк объявил о закрытии своих офисов в Москве и Минске, из-за российского вторжения в Украину в рамках российско-украинской войны, а также выразил поддержку Украине и согласовал первоначальный пакет помощи в 2 миллиарда евро для Украины и других стран, пострадавших от войны.

## Структура банка
Полномочия ЕБРР являются прерогативой Совета управляющих, в состав которого каждое правительство акционера назначает своего управляющего, как правило, министра финансов. Совет управляющих делегирует большинство полномочий Совету директоров, который отвечает за стратегическое направление ЕБРР.
Совет директоров состоит из 23 директоров и возглавляется Президентом. Каждый директор представляет одного или более акционеров. С учётом общего руководства Совета управляющих, Совет директоров отвечает за руководство общей деятельностью и политику банка. Он осуществляет полномочия, прямо возложенные на него Соглашением, и те полномочия, которые делегированы ему Советом управляющих.
Президент избирается Советом управляющих и является законным представителем ЕБРР. Под руководством Совета директоров, Президент руководит текущей работой банка. Президент избирается Советом управляющих большинством голосов на 4 года и может быть переизбран на второй срок. Вице-президенты назначаются Советом директоров по рекомендации Президента и обычно по срочному контракту на четыре года. В случае отсутствия или недееспособности Президента, вице-президент осуществляет полномочия и выполняет функции президента.
Исполнительный комитет контролирует все ключевые аспекты стратегии, эффективности и финансовой устойчивости банка. Исполнительный комитет банка состоит из Президента (возглавляет его), вице-президентов и других членов высшего руководства банка. Также создан ряд других комитетов, управлений, которые подчиняются Президенту по направлениям деятельности банка.
Уставный капитал банка в 1997 году был увеличен в два раза до 20 млрд ЭКЮ, в 1999 году ЭКЮ заменен на евро. В 2011 году уставный капитал был увеличен на 50 % и составил 30 млрд евро. По состоянию на июнь 2018 года, 63 % акций банка принадлежат странам Евросоюза, а 10 % — Соединённым Штатам.

## Президенты банка
- апрель 1991 — июнь 1993: Жак Аттали
- сентябрь 1993 — январь 1998: Жак де Ларозьер
- сентябрь 1998 — апрель 2000: Хорст Кёлер
- июль 2000 — июль 2008 Жан Лемьер (англ. Jean Lemierre)
- июль 2008 — июль 2012 Томас Миров (англ. Thomas Mirow)
- июль 2012 — июль 2020 Сума Чакрабарти[9]
- ноябрь 2020 — н. в. Одиль Рено-Бассо (фр. Odile Renaud-Basso)

## Устав ЕБРР
Устав ЕБРР предусматривает деятельность только в тех странах, которые привержены принципам «демократии». Забота об окружающей среде является составным элементом надёжно работающей системы корпоративного управления и фигурирует во всех инвестиционных операциях ЕБРР.
Во всех своих инвестиционных операциях ЕБРР должен:
- способствовать становлению в стране полноценной рыночной экономики, то есть обеспечивать эффект воздействия на процесс перехода;
- брать на себя риски в целях оказания содействия частным инвесторам, но при этом не вытесняя их с рынка;
- применять рациональные принципы ведения банковской деятельности.

С помощью своих инвестиций ЕБРР содействует:
- проведению структурных и отраслевых реформ;
- развитию конкуренции, приватизации и предпринимательства;
- укреплению финансовых организаций и правовых систем;
- развитию необходимой инфраструктуры для поддержки частного сектора;
- внедрению надёжно работающей системы корпоративного управления, в том числе и в целях решения природоохранных проблем.

В своей деятельности, ЕБРР:
- стимулирует софинансирование и привлечение прямых иностранных инвестиций;
- привлекает отечественный капитал;
- оказывает техническое содействие[кому?].

## Страны и организации — участники проекта
- Албания
- Армения
- Австралия
- Австрия
- Азербайджан
- Бельгия
- Босния и Герцеговина
- Болгария
- Канада
- Китай
- Хорватия
- Кипр
- Чехия
- Дания
- Египет
- Эстония
- Финляндия
- Франция
- Грузия
- Германия
- Греция
- Венгрия
- Исландия
- Ирландия
- Израиль
- Италия
- Япония
- Казахстан
- Южная Корея
- Кыргызстан
- Люксембург
- Северная Македония
- Мальта
- Мексика
- Молдавия
- Монголия
- Марокко
- Нидерланды
- Новая Зеландия
- Норвегия
- Польша
- Португалия
- Румыния
- Сербия
- Словакия
- Словения
- Испания
- Швеция
- Швейцария
- Таджикистан
- Турция
- Туркменистан
- Узбекистан
- Украина
- Великобритания
- США
- Черногория
- Лихтенштейн
- Республика Косово
- Европейский союз
- Европейский инвестиционный банк

## Показатели деятельности
В 2004 году банк профинансировал 129 проектов на общую сумму 4,1 млрд евро, из них 1,24 млрд евро получила Россия. Всего за 1991—2008 годы банк выдал странам Восточной Европы 33 млрд евро для 2,2 тыс. проектов, из которых на долю России пришлось более 5,9 млрд евро. В 2004 году прибыль банка составила 297,7 млн евро. Собственный капитал Банка по итогам 2008 года составил 11,8 млрд евро.

## Ежегодные заседания
20—21 мая 2011 года — ежегодное заседание банка в Астане (Казахстан).
16—18 мая 2023 года — ежегодное заседание (Ежегодное заседание и Деловой форум 2023 года) в Самарканде (Узбекистан).